# James Heckscher
James Heckscher (1834-1909) est un journaliste anglais du XIXe siècle.

## Biographie
Né à Hambourg, il s'installe à Londres en 1856 à l'âge de 22 ans et travaille pour l'agence de presse Reuters pour couvrir le parlement anglais. Puis il est envoyé à Bruxelles. Paul Julius Reuters, qui le considère comme l'un de ses meilleurs journalistes l'a envoyé ensuite à New-York en 1864, non pas pour concurrencer l'Associated Press américaine, avec qui il a un accord d'échange de nouvelles, mais pour développer un service d'informations financières, basé sur les cours des actions du New York Stock Exchange. Il est cependant chargé de conserver un oeuil sur l'actualité car le grands quotidiens new-yorkais qui sont réunis dans l'Associated Press ont tendance à donner la priorité à leur propre couverture, depuis la Guerre de Sécession.
Le soir du vendredi 14 avril 1865, dans un théâtre de New-York, à l'entracte, un des acteurs de la pièce, fanatique de la cause des États du Sud, assassine le président des États-Unis Abraham Lincoln. À 23 heures, la nouvelle est télégraphiée par l'Associated Press. En vertu des accords entre Reuters et l'Associated Press elle doit partir pour l'Europe par le prochain bateau: c'est le Nova Scotian, qui part le lendemain à la mi-journée de Portland, dans le Maine, vers Liverpool, en passant par le nord de l'Irlande. Le lendemain matin, d'autres télégrammes complètent: le président est mort de ses blessures à 7H22 samedi matin.
Entre-temps, la veille au soir, James Heckscher, a pris connaissance de la nouvelle: la grave blessure de Lincoln mais pas encore son décès. Il court vers le port de New-York et demande à un remorqueur et son capitaine Schmidt de l'embarquer. À toute vitesse, le remorqueur a réussi à se porter aux côtés du paquebot Teutonia, qui venait de larguer les amarres, vers minuit, en direction de Southampton, en Europe. Ce paquebot doit passer par le sud de l'Irlande, où Reuters dispose d'une ligne télégraphique privée menant jusqu'au petit village côtier de Crookhaven, déployée avec le concours de Carl Wilhelm Siemens. Le prochain bateau ne partait de New-York que le lendemain à 17 heures et James Heckscher n'a pas accès à la télégraphie vers Portland, dans le Maine.
Le Teutonia est finalement arrivé en Irlande deux heures avant le Nova Scotian, malgré un trajet plus long. Le premier est arrivé au sud de l'Irlande à Crookhaven, à 8 heures du matin, le second au nord, à 10 heures du matin, dans l'embouchure Lough Foyle, près de Derry, le mauvais temps ayant retardé sa progression. Les deux bateaux sont interceptés à proximité des stations télégraphiques installées en Irlande pour accélérer la diffusion des nouvelles.
Le scoop, griffonné en allemand sur un bout de papier, est télégraphié d'urgence à Cork, puis à Londres. Puis dans les autres capitales européennes. Trois autres versions du reportage, plus détaillées, suivront, au fil du départ de trois autres paquebots américains vers l'Europe. La première version, qui mentionne la grave blessure de Lincoln mais pas encore son décès, est réservée aux clients financiers de Reuters. L'indiscrétion de l'un d'eux, Peabody, fait que la nouvelle s'ébruite à la Bourse de Liverpool, où elle suscite des prises de bec et l'incompréhension. Les clients médias reçoivent plus tard la version plus complète, qui mentionne que Lincoln a non seulement été victime d'un attentat mais qu'il a perdu la vie.
James Heckscher dirige ensuite l'expansion de Reuters dans la Baltique, avec l'ouverture d'une salle de nouvelles dans la bourse de commerce de Hambourg, sa ville natale, à l'extrémité du câble sous-marin passant par l'île allemande de Norderney. Il revient ensuite couvrir le parlement anglais en tant que chef de la section des journalistes parlementaires et fondateur du Press Club britannique. Il a entretenu une correspondance complète avec Austen Chamberlain, Edward Grey, Paul Landau, Moses Montefiore, et Ivan Turgenev.